# 安部製菓
安部製菓株式会社（あべせいか）は、愛知県名古屋市西区則武新町二丁目に本社を置く製菓会社である。

## 概要
1916年創業。ラムネ菓子やキャラメルなどの製造を行っている。創業以来、89期連続黒字を記録しているという。

## 主な製品
- あべっ子ラムネ
- 塩キャラメル
- 味噌キャラメル - 岡崎市八丁町のカクキューの八丁味噌を使用したキャラメル[3]

他
少子化による子供向けお菓子市場の縮小を見据え、対象を子供に限らないユニークなものや健康志向の商品開発を行っているという。前者の例としては「味噌キャラメル」、後者の例としては「キャラメルカムカム」が挙げられる。カクキューとの提携による「味噌キャラメル」のほか、世界の山ちゃんで知られるエスワイフードとの提携による「世界の山ちゃん 手羽先風キャラメル」「山ちゃんキャラメル」、「ねのひ」で知られる盛田との提携による「吟醸酒入り お酒のキャラメル」もあり、他社との協力による製品づくりも多く存在する。

## 沿革
- 1916年（大正5年）5月 - 創業者安部篤二が名古屋市西区北駅町において安部製菓所として創業[1]。ヨーチビスケット、金米糖、掛物豆菓子などの菓子の製造を開始する[1]。
- 1926年（大正15年）10月 - 工場を現在地（当時は西区南押切町5丁目[5]）へ移転[1]。
- 1944年（昭和19年）6月 - 合資会社安部商店設立[1]。
- 1946年（昭和21年） - 製粉の委託加工を開始[1]。
- 1962年（昭和37年）8月 - 会社名を安部製菓合資会社に変更[1]。この年、創業者の篤二は会長に退き、次男の正男が社長に就任している[6]。
- 1967年（昭和42年） - ラムネ菓子の製造開始[1]。正男がアメリカ視察の折に見かけたラムネ菓子を改良したもので、日本初のブドウ糖を主原料としたラムネ菓子であった[7]。
- 1969年（昭和44年）1月 - 安部製菓株式会社設立[1]。安部製菓合資会社を合資会社安部商店に社名を再変更し、不動産管理会社とする[1]。
- 2000年（平成12年）2月 - 販売会社安部株式会社を設立[1]。製造部門と販売部門を分離する[1]。
- 2008年（平成20年）2月 - キャラメル製造ラインの増設[1]。
- 2009年（平成21年）12月 - 安部製菓株式会社は合資会社安部商店を吸収合併[1]。